# Endoclita
Genre
Endoclita est un genre de lépidoptères (papillons de nuit) de la famille des Hepialidae. On en a décrit 60 espèces situées en Asie de l'est et du sud-est et sur le sous-continent indien.

## Espèces
- E. aboe - Inde
- E. absurdus - Chine
- E. actinidae - Chine (Fujian)
- E. aikasama - Java
- E. albofasciatus - Inde
- E. anhuiensis - Chine (Anhui)
- E. annae - Chine
- E. aroura - Sumatra
  - Plante nourricière : Tectona
- E. auratus - Myanmar
  - Plantes nourricières connues : Alnus, Cryptomeria, Eucalyptus
- E. aurifer - Java
- E. broma - Java
- E. buettneria - Myanmar
  - Plante nourricière : Byttneria
- E. chalybeatus - Inde
  - Plantes nourricières connues : Gmelina, Tectona, Theobroma
- E. coomani - Viêt Nam
- E. crinilimbata - Chine
- E. chrysoptera - Inde
- E. damor - Inde, Himalaya
  - Plantes nourricières connues : Albizia, Altingia, Cinchona, Coffea, Erythrina, Eugenia, Glochidion, Manglietia, Tupelo, Schima, Tectona, Tetradium, Theobroma
- E. davidi - China
- E. excrescens - Japon, Russie (extrémité orientale) - un parasite du tabac
  - Plantes nourricières connues : Castanea, Nicotiana, Paulownia, Quercus, Raphanus
- E. fijianodus - Chine (Fujian)
- E. gmelina - Myanmar
  - Plantes nourricières connues : Gmelina, Tectona
- E. hoenei - Chine
- E. hosei - Bornéo
  - Plantes nourricières connues : Elettaria, Eucalyptus, Theobroma
- E. ijereja - Bornéo
- E. inouei - Taïwan
- E. javaensis - Java
- E. jianglingensis - Chine (Hubei)
- E. jingdongensis - Chine (Yunnan)
- E. kara - Java
- E. magnus - Inde
- E. malabaricus - Inde
  - Plantes nourricières connues : Acacia, Ailanthus, Albizia, Bridelia, Cajanus, Callicarpa, Camellia, Cassia, Casuarina, Clerodendrum, Coffea, Cordia, Eucalyptus, Eugenia, Filicium, Gliricidia, Gmelina, Grewia, Gyrocarpus, Herissantia, Lagerstroemia, Lantana, Macaranga, Mallotus, Ocimum, Rosa, Santalum, Sapindus, Solanum, Strobilanthes, Tectona, Trema, Ziziphus
- E. marginenotatus - Chine
- E. metallica
- E. microscripta - Inde
- E. minanus - Chine (Fujian)
- E. mingiganteus -
- E. niger - Java
- E. nodus
- E. paraja - Bornéo
- E. punctimargo - Sikkim
  - Plantes nourricières connues : Camellia, Cryptomeria
- E. purpurescens - Sri Lanka
  - Plantes nourricières connues : Camellia, Cinchona
- E. raapi - Nias
- E. rustica - Inde
- E. salsettensis - Inde
- E. salvazi - Laos
- E. sericeus - Java
  - Plantes nourricières connues : Albizia, Camellia, Cinchona, Crotalaria, Manihot, Tectona, Theobroma
- E. sibelae - Bacan
- E. signifer - Inde, Chine (Hunan)
  - Plantes nourricières connues : Clerodendrum, Gmelina, Tectona, Vitis
- E. sinensis - Chine, Corée, Taïwan
  - Plantes nourricières connues : Castanea, Quercus
- E. strobilanthes - Inde
- E. taranu - Sumatra
- E. topeza - Laos
- E. tosa - Java
- E. undulifer - Inde
  - Plantes nourricières connues : Alnus, Byttneria, Callicarpa, Cryptomeria, Eucalyptus, Gmelina
- E. viridis - Inde
- E. warawita - Bornéo
- E. williamsi - Philippines
- E. xizangensis - Chine (Hunan)
- E. yunnanensis - Chine (Yunnan)